# لایه‌های رکسد

طناب نخاعی - مادهٔ خاکستری

لایه‌های رکسد

لایه‌های رکسد (انگلیسی: Rexed laminae) سامانه‌ای متشکل از ده لایهٔ ماده خاکستری (از I تا X) هستند که در اوایل دههٔ ۱۹۵۰ میلادی توسط برور رکسد برای شناسایی بخش‌های مختلف ستون‌های خاکستری طناب نخاعی معرفی شدند.
مشابه ناحیه برودمن، این لایه‌ها بر پایهٔ ساختار یاخته‌ای (سلولی) تعریف می‌شوند، نه مکان دقیق، با این حال مکان آن‌ها به‌طور نسبی ثابت است.

## لایه‌ها
- ستون خاکستری: I تا VI
  - لایهٔ I: هسته حاشیه‌ای طناب نخاعی یا هسته پشت‌حاشیه‌ای[۳]
  - لایهٔ II: ماده ژلاتینی رولاندو[۳]
  - لایه‌های III و IV: هسته خاصه[۳]
  - لایهٔ V: پایهٔ شاخ پشتی. نورون‌های این لایه عمدتاً در پردازش محرک‌های آوران حسی از گیرنده‌های درد مکانیکی پوست، ماهیچه، مفاصل و نیز گیرنده‌های درد احشایی نقش دارند. این لایه جایگاه نورون راهی با دامنهٔ دینامیکی گسترده، نورون رابط و نورون خودنخاعی (پروپریواسپاینال) است. هم‌گرایی پیام‌های درد احشایی و جسمی غالباً در این لایه رخ می‌دهد و موجب ارجاع درد می‌شود.[۴]
  - لایهٔ VI: پایهٔ شاخ پشتی. ورودی دردزا در این لایه دریافت نمی‌شود. در عوض، این لایه از رشته‌های قطور عضلات و مفاصل و دوک‌های عضلانی ورودی دریافت می‌کند، که نسبت به حرکت بی‌درد مفاصل و کشش عضلانی حساس‌اند و این اطلاعات را برای تنظیم تون عضلانی به مخچه می‌فرستند.[۵]
- ستون خاکستری خارجی: VII و X
  - لایهٔ VII: شامل هسته میانی-میانی، هسته میان‌جانبی و هسته پشتی سینه‌ای در ناحیهٔ سینه‌ای و کمری فوقانی[۶]
  - لایهٔ X: ناحیه‌ای از ماده خاکستری در پیوندگاه خاکستری که مجرای مرکزی طناب نخاعی را احاطه کرده است. این ناحیه همچنین برای ارتباط ستون خاکستری پیشین و ستون خاکستری پسین عمل می‌کند.[۳] رکسد هرگز این ناحیه را به‌عنوان «لایه X» توصیف نکرد، بلکه آن را «ناحیه X» نامید.[۷]
- ستون خاکستری: VIII تا IX
  - لایهٔ VIII: نورون رابط حرکتی
  - لایهٔ IX: شامل نورون حرکتی عضلات دیوارهٔ بدن (هایپاکسیال)، نواحی جانبی (اندام‌ها) و میانی (عضلات پشتی)؛ همچنین هسته عصب میان‌بندی و هسته عصب فرعی در سطوح گردنی، و هسته اونوف در ناحیهٔ خاجی